# П'єр Луїджі Піццабалла
П'єр Луїджі Піццабалла (італ. Pier Luigi Pizzaballa, * 14 вересня 1939, Бергамо) — колишній італійський футболіст, воротар.
Насамперед відомий виступами за клуб «Аталанта», а також національну збірну Італії.
Дворазовий володар Кубка Італії. 

## Клубна кар'єра
У дорослому футболі дебютував 1958 року виступами за команду клубу «Аталанта», в якій провів вісім сезонів, взявши участь у 87 матчах чемпіонату. За цей час виборов титул володаря Кубка Італії.
Згодом з 1966 по 1976 рік грав у складі команд клубів «Рома», «Верона» та «Мілан». Протягом цих років додав до переліку своїх трофеїв ще один титул володаря Кубка Італії (з «Ромою»).
Завершив професійну ігрову кар'єру у клубі «Аталанта», у складі якого вже виступав раніше. Прийшов до команди 1976 року, захищав її ворота до припинення виступів на професійному рівні у 1980.

## Виступи за збірну
1966 року дебютував в офіційних матчах у складі національної збірної Італії. Протягом кар'єри у національній команді, яка тривала усього 1 рік, провів у формі головної команди країни лише 1 матч. 
У складі збірної був учасником чемпіонату світу 1966 року в Англії.

## Титули і досягнення
- Володар Кубка Італії (2):

«Аталанта»:  1962–63
«Рома»:  1968–69